# 四国開発フェリー
四国開発フェリー株式会社（しこくかいはつフェリー）は、日本の海運会社。瀬戸内海にてフェリーを運航している。内航貨物船・近海船のオーナー・オペレーターである瀬野汽船のグループ企業である。愛称は「四国オレンジフェリー」。
登記上の本社は瀬野汽船の本社がある愛媛県今治市となっているが、実質的な機能は東予事務所のある愛媛県西条市に置かれている。

## 歴史

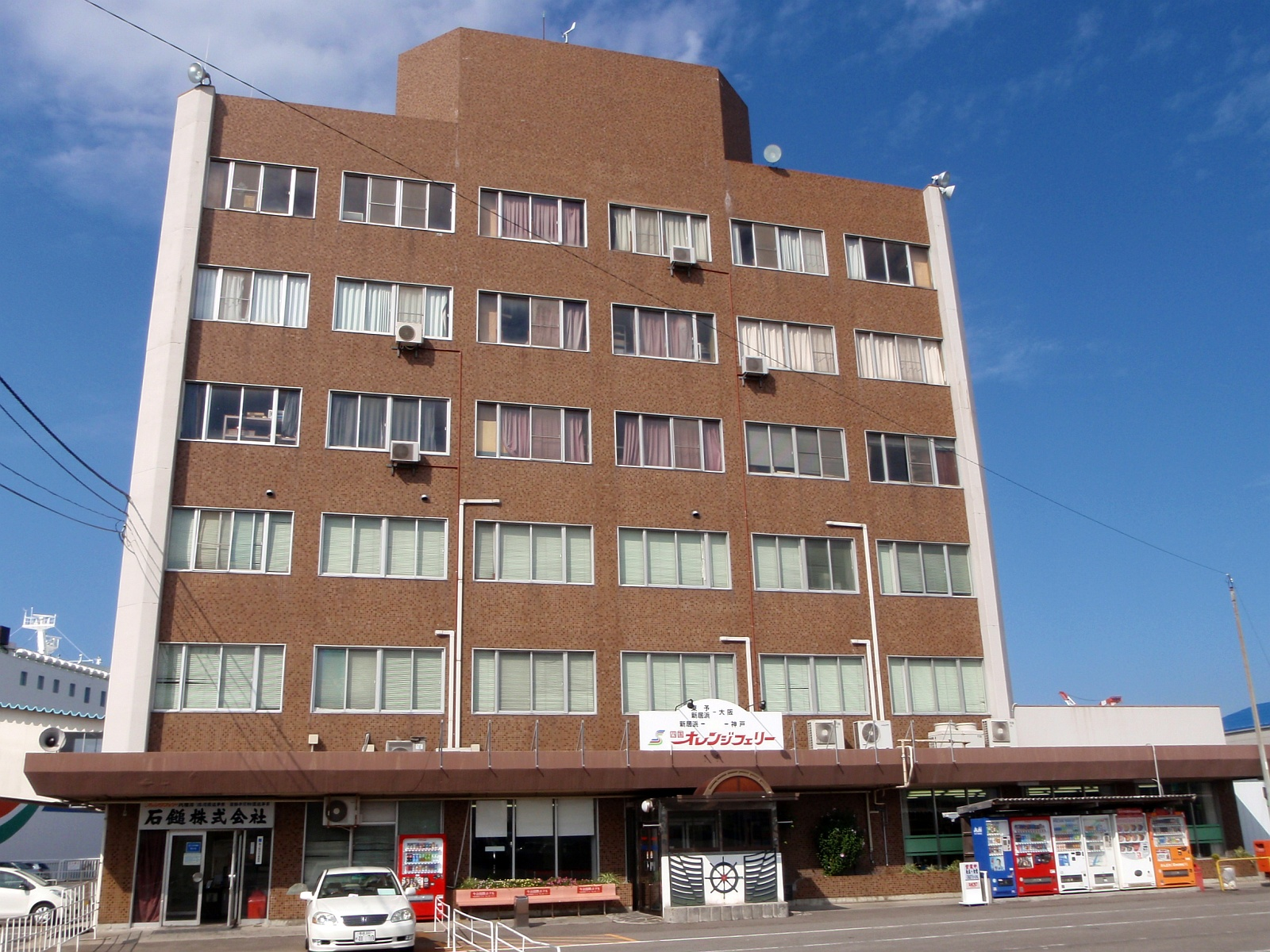
東予港旧ターミナルビル

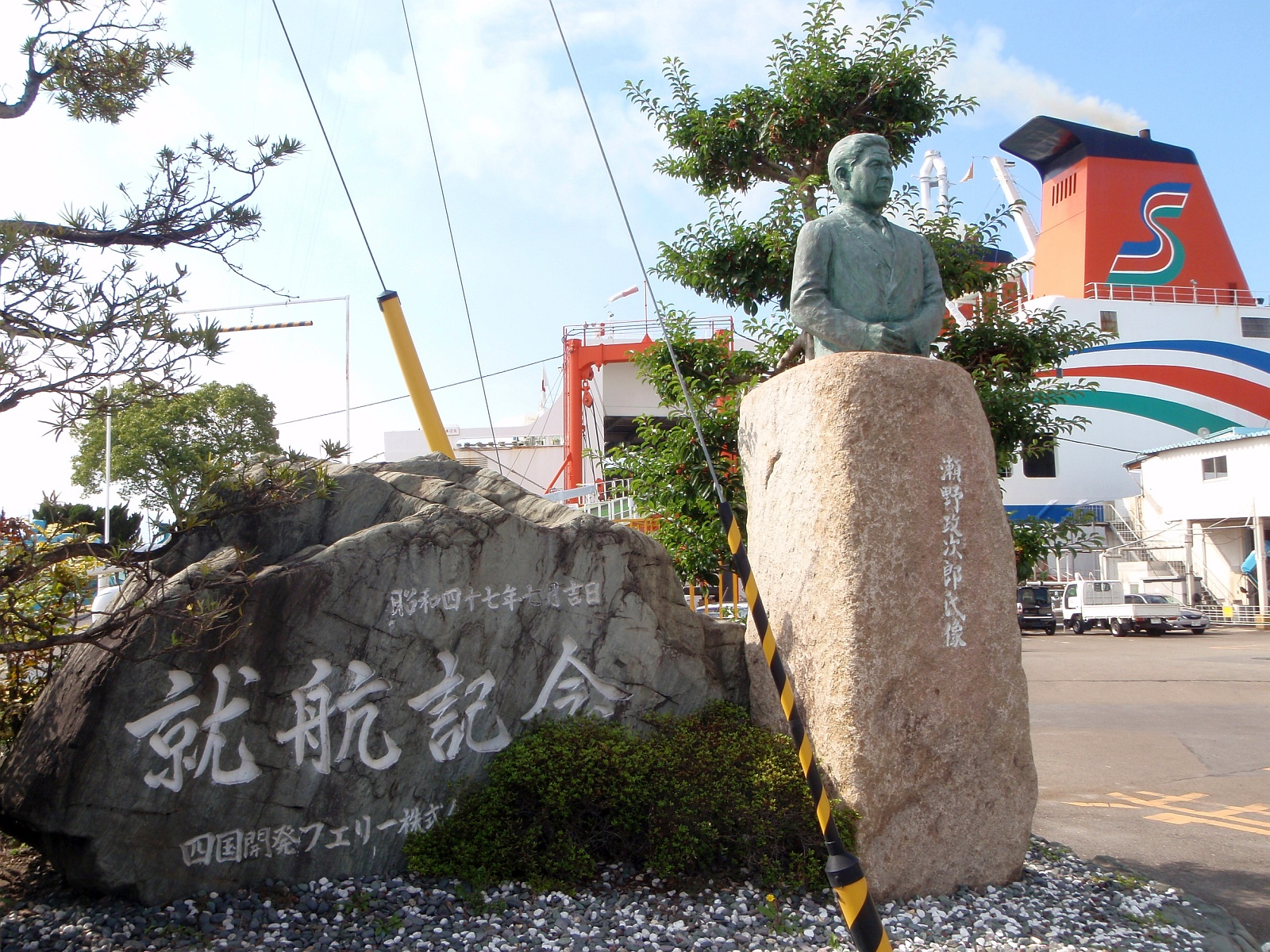
就航記念碑 - 東予港

1970年に瀬戸内海のフェリー航路を推進することで国から事業者の公募があり申請。公募には他に愛媛阪神フェリーと三宝海運が申請を行ったが、国から「申請3社に許可を与えるが、今治港から関西向けに各社1隻投入し、共同配船するように」との指導があった。しかし、今治港は旅客は望めるが、背後地が狭くトラック輸送に向かないと考え、単独で2隻（3,000トン型）を投入し壬生川港（現：東予港）から大阪南港へのフェリー航路開設することとなった。当時の壬生川港は工業用地として埋め立てられただけの何もない土地であり、航路標識やフェリー岸壁、ターミナルビルは自己資金で整備した。
近年においては、2012年9月までは新居浜・東予と大阪を結ぶ航路については昼便・夜便がそれぞれ1往復と、新居浜と神戸を結ぶ航路については往路が昼便・復路は深夜便として1往復が運航されていたが、同年10月以降は本四架橋など高速道路の料金体系変更（事実上の値下げ）など社会情勢の変化を理由とした減便がなされている（現行の航路詳細は後述）。高速道路の値下げや石油価格高騰などの影響で2016年には松山・今治地区を発着する関西航路は全て廃止される中で航路の存続が危ぶまれたが、「フェリーは四国と関西の足。ボランティア精神で損失は親会社の瀬野汽船の利益でカバーする」との方針が出され、存続が決定した。
2018年には大阪～東予航路に「おれんじえひめ」・「おれんじおおさか」が就航した。全室個室を採用し、フェリーで初めてとなる全室個室の「動く海上ホテル」として話題となった。また新造船就航に際しては船舶の大型化に伴い、東予港のターミナル新築移転が行われた。

### 沿革
- 1970年（昭和45年）11月6日 - 越智郡波方町にて設立[4]。
- 1972年（昭和47年）
  - 四国全域を包括する物流を目的に転換し本社を東予市に移転[4]。
  - 7月7日 - 東予 - 大阪間に就航する。「フェリーおおさか」「フェリーえひめ」の2隻で運航[4]。
- 1976年（昭和51年） - 「フェリーおれんじ」就航。
- 1980年（昭和55年） - 「フェリーおれんじ2」就航。
- 1981年（昭和56年） - 倉庫業許可取得[5]。
- 1983年（昭和58年） - 船舶貸渡業開始届出[5]。「ニューおれんじ」就航。
- 1988年（昭和63年）4月 - 新居浜港に就航[6]。
- 1989年（平成元年）7月 - 「おれんじエース」就航。
- 1992年（平成04年） - 神戸港乗り入れを開始[5][7]。
- 1994年（平成06年） - 大阪 - 東予航路「おれんじ7」就航、「フェリーおれんじ2」引退。
- 1999年（平成11年） - 大阪 - 東予航路「おれんじ8」就航、「ニューおれんじ」引退。
- 2004年（平成16年） - 本社を愛媛県今治市に移転。
- 2005年（平成17年）1月17日 - 神戸 - 新居浜航路「おれんじホープ」就航、「おれんじエース」引退。
  - 大阪 - 東予 - 新居浜2往復と神戸 - 東予 - 新居浜1往復を大阪 - 東予2往復と神戸 - 新居浜1往復とし神戸 - 新居浜の上り便のみ詫間港への寄港とする。
- 2008年（平成20年）1月 - 神戸 - 新居浜航路の詫間港寄港を終了[8]。東予 - 新居浜間の往復運航を停止[5]。
- 2012年（平成24年）10月1日 - 「社会情勢の変化に伴う構造改革」として、新居浜・東予と大阪を結ぶ航路を1往復に減便する[2]。
- 2018年（平成30年）
  - 3月31日 - 四国オレンジフェリー・九四オレンジフェリーに共通した会員割引システム「おれんじ会」の扱い終了。
  - 8月24日 - 「おれんじ8」が大阪南港発便を最後に引退。
  - 8月25日 - 「おれんじ えひめ」就航。東予港新ターミナル供用開始、及び東予港発便の出航時刻変更を実施。
  - 12月6日 - 「おれんじ おおさか」就航、「おれんじ7」引退[9]。東予港ターミナルを新ターミナルに完全移転。期間別運賃を導入。

## 航路
「おれんじ えひめ」、「おれんじ おおさか」については、夜行で運航されている。「おれんじホープ」については上り便は夕方発、下り便は深夜発となっている。なお、定期点検（ドック入り）や気象条件などにより就航船を変更する場合があるほか、おれんじホープは運休日もある。詳細は公式サイトなどを参照。
運航ダイヤが数回にわたって変更されており所要時間が延びている。2018年には東予-大阪航路の新造船置き換え完了とともに3段階の期間別運賃を導入。
- 東予港（愛媛県） - 大阪南港（大阪府、大阪南港フェリーターミナル）
  - 運航日：毎日
  - 所要時間：8時間
  - 就航船：「おれんじ えひめ」「おれんじ おおさか」
  - 下り便は東予港到着後午前7時・上り便は大阪南港到着後午前8時まで船内休憩が可能であるほか、同時間帯もレストランを営業している。

- 新居浜東港（愛媛県） - 神戸港（兵庫県、六甲アイランドフェリーターミナル）
  - 運航日：上り便は土・日・祝と祝前日が休航、下り便は日・月・祝と祝日の翌日が休航
  - 所要時間：上り7時間、下り7時間20分
  - 就航船：「おれんじホープ」

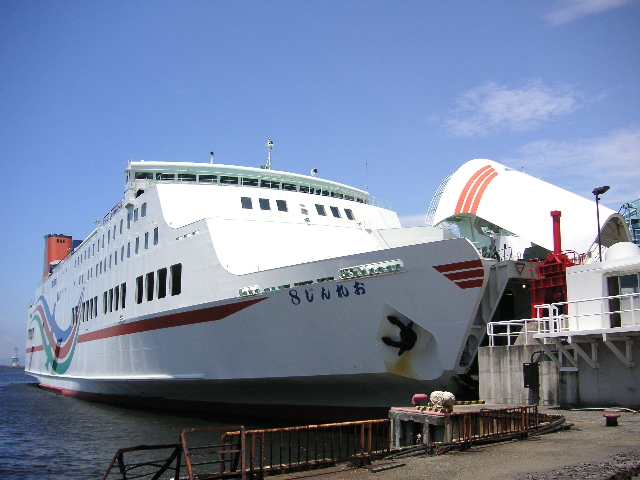
大阪南港に接岸中の状況
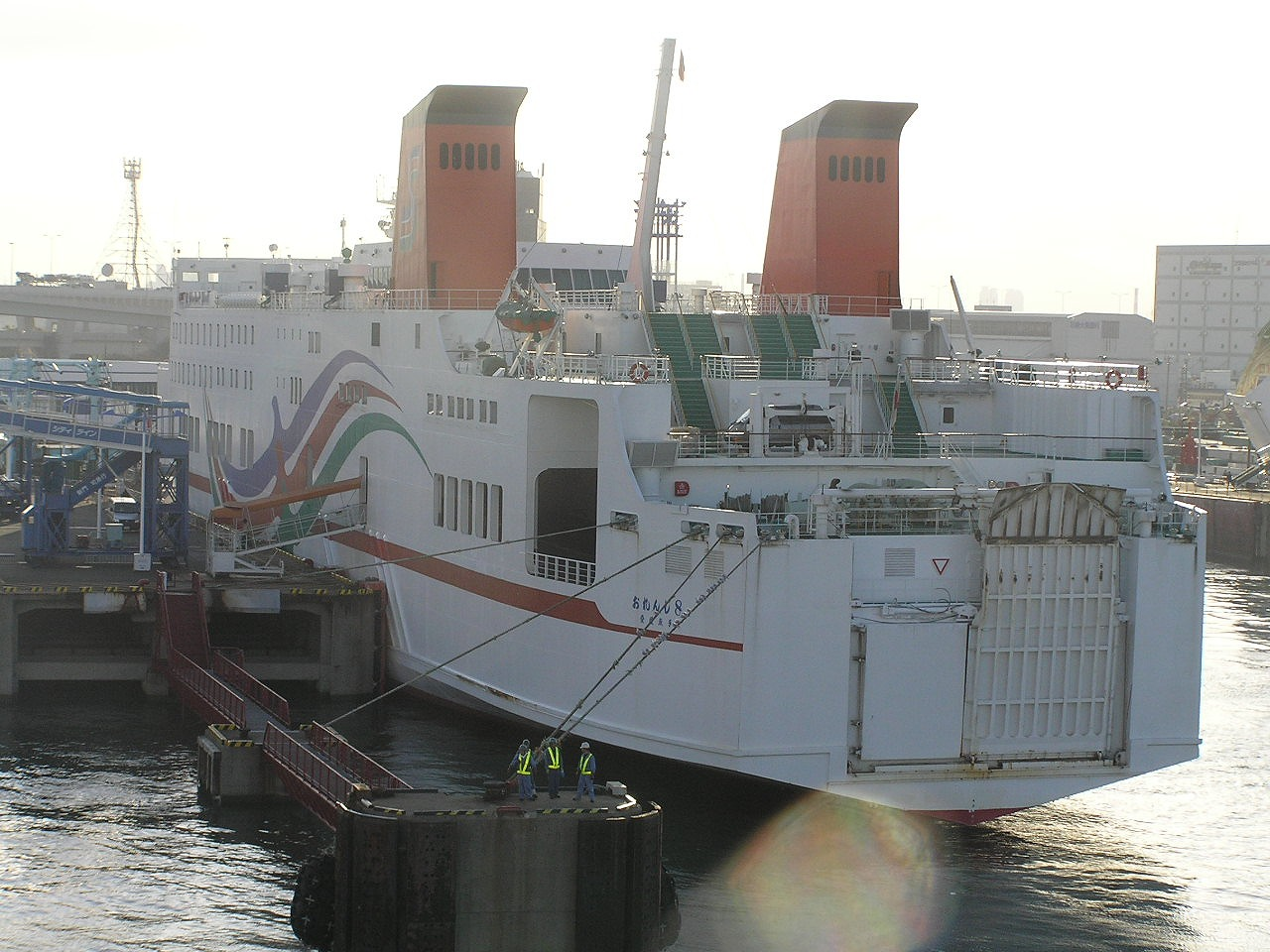

## 船舶
ファンネルマークにはオレンジ地に青・オレンジ・緑色で「Safety」「Service」「Speedy」の頭文字を取ってアルファベットのSをあしらった「3S」マークが描かれている。
船体の塗装は白地に1本の帯（色は船によって異なる）と、青・オレンジ・緑色のカモメをあしらった絵が描かれている。

### 就航中の船舶

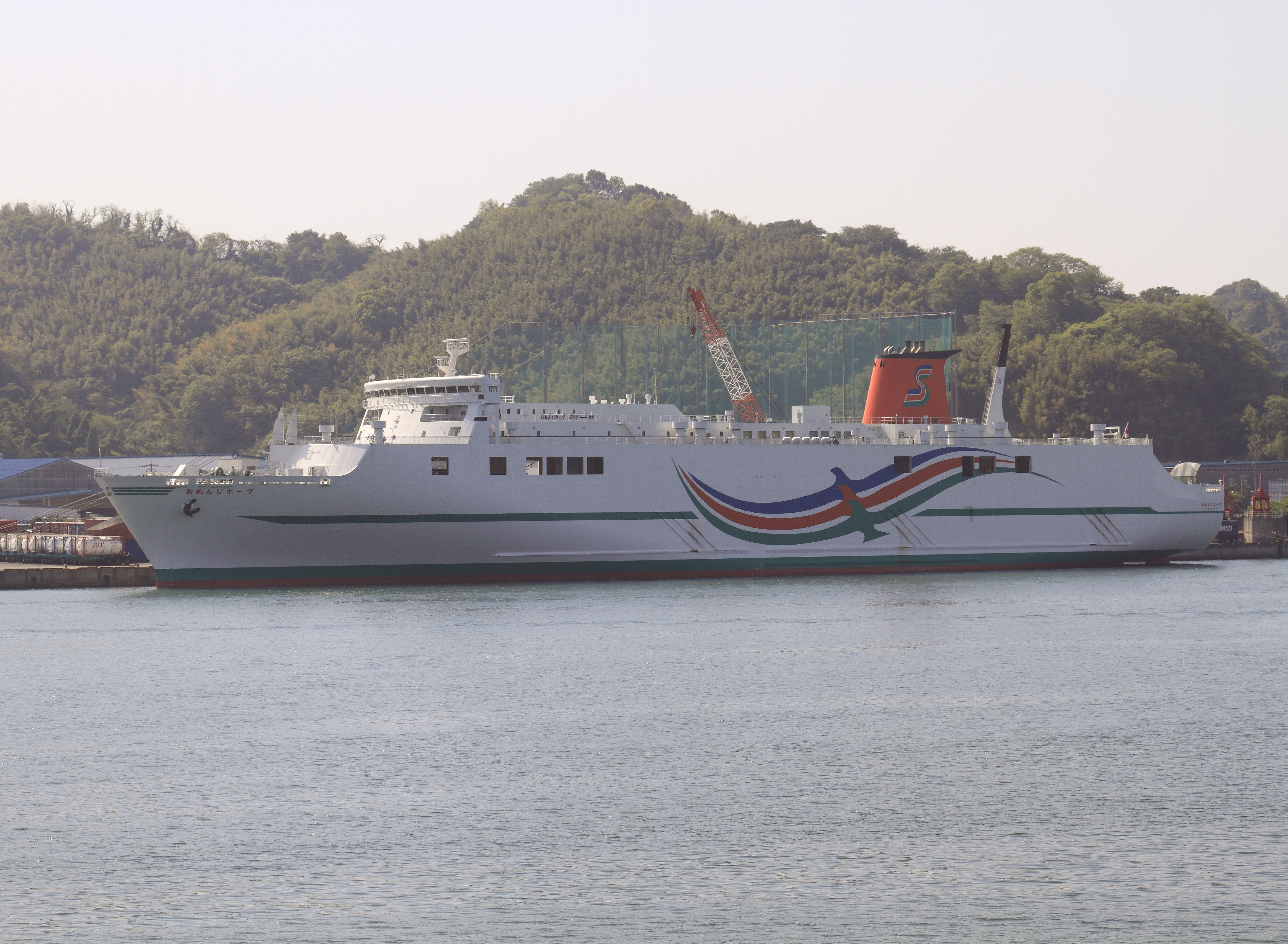
おれんじホープ - 新居浜東港

就航順に記載。
- おれんじホープ
2004年10月進水、2005年1月竣工、就航。
15,732総トン、全長168.0m、幅27.5m、出力25,200馬力、航海速力22.2ノット（最大25.7ノット）。
今治造船（今治）建造。
旅客定員218名。車両積載数：トラック160台。イメージカラーは緑。
鉄道建設・運輸施設整備支援機構と共有。
  - 船室
    - 特別室・海側（ツイン）
    - 2等寝台・海側/内側（二段ベッド大部屋）
    - ドライバーズルーム・内側

- おれんじ えひめ
2018年4月進水、8月25日就航。
14,749総トン、全長199.9m、幅27.5m、出力13,500KW、航海速力19.0ノット（最大22.7ノット）。
あいえす造船（今治）建造。
旅客定員500名。車両積載数：トラック180台。イメージカラーはオレンジ。
  - 船室
    - 特別室「ロイヤル」（海側）
    - 特等室「スイート」（和室・和洋室・洋室・withペット 海側）
    - 一等室「デラックスシングル」（洋室・バリアフリー・withペット 海側/内側）
    - 二等室「シングル」（一段ベッド内側）・「シングルプラス」（二段ベッド内側）
    - ドライバーズルーム「シングルドライバールーム」（一段ベッド・内側）
- おれんじ おおさか
2018年12月6日就航。
14,759総トン、全長199.9m、幅27.5m、出力13,500KW、航海速力19.0ノット。
あいえす造船（今治）建造。
旅客定員500名。車両積載数：トラック180台。イメージカラーは青。

### 過去に就航していた船舶
- フェリーえひめ[14]

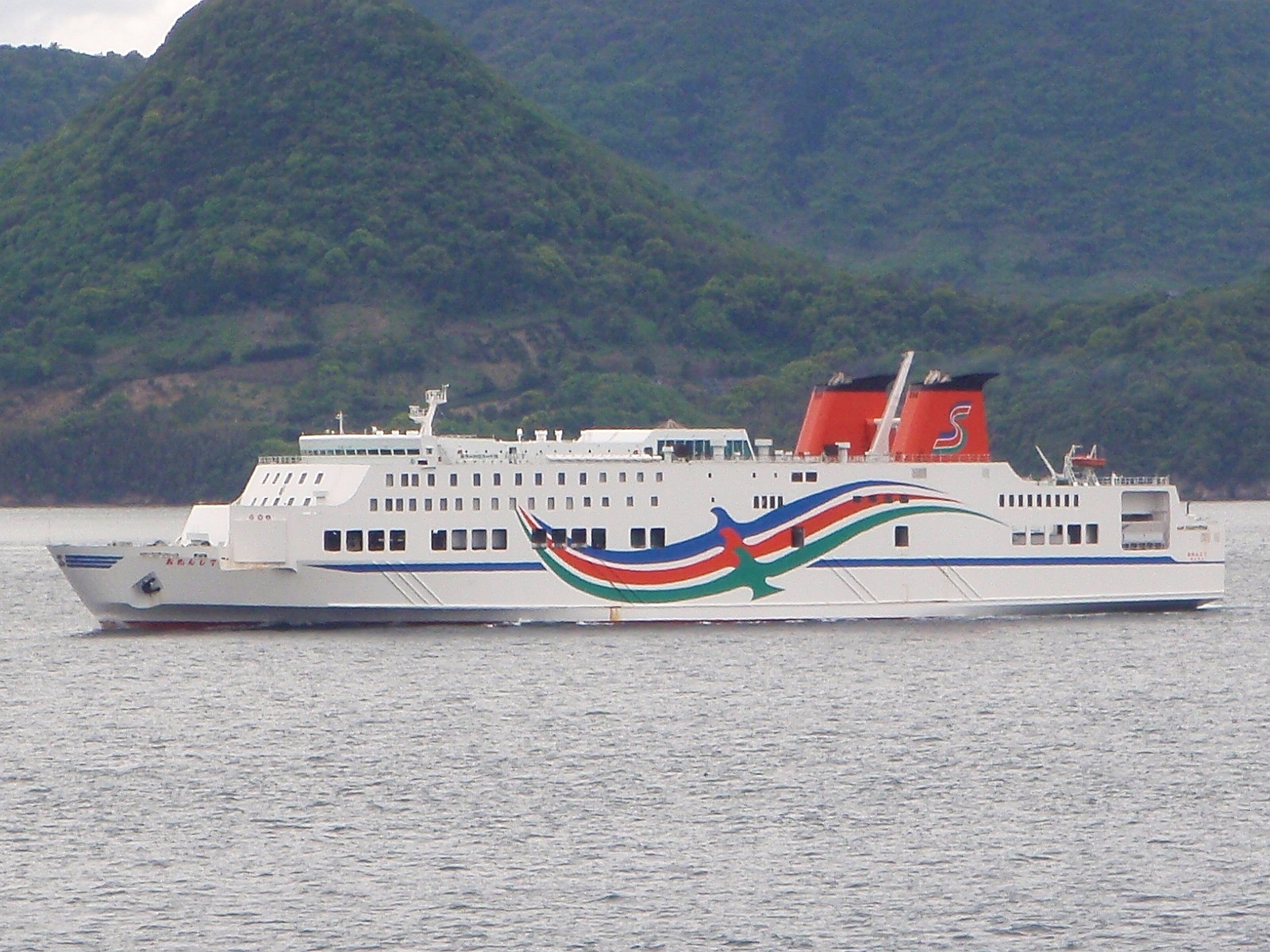
おれんじ7 - 高松港沖

  - 岸本造船建造、1972年6月竣工、同年7月就航。1990年フィリピンに売船[15]。
  - 2,962.34総トン、全長101.00m、幅19.20m、ディーゼル2基、機関出力8,200ps、航海速力18.48ノット、旅客定員548名、4tトラック50台、乗用車48台。
- フェリーおおさか[14]
  - 岸本造船建造、1972年8月竣工、1972年7月7日就航[16]。1990年フィリピンに売船[15]。
  - 2,991.89総トン、全長101.00m、幅19.20m、ディーゼル2基、機関出力8,200ps、航海速力18.55ノット、旅客定員548名、4tトラック50台、乗用車48台。
- フェリーおれんじ[14]
  - 今治造船今治工場建造、1976年3月竣工・就航。1991年フィリピンに売船[15]。
  - 3,422.28総トン、全長122.98m、幅19.60m、ディーゼル4基、機関出力11,200ps、航海速力20.1ノット、旅客定員470名、トラック58台、乗用車50台。
- フェリーおれんじ2[14]
  - 今治造船今治工場建造、1980年12月竣工・就航。1994年ギリシャに売船[15]
  - 5,683.84総トン、全長142.48m、幅23.50m、ディーゼル2基、機関出力15,600ps、航海速力19.8ノット、旅客定員604名、トラック69台、乗用車65台。
- ニューおれんじ[14]
  - 今治造船今治工場建造、1983年10月竣工・就航。1999年中国に売船[15]。
  - 6,824総トン、全長142.49m、幅23.50m、ディーゼル2基、機関出力15,600ps、航海速力19.00ノット、旅客定員604名、トラック92台、乗用車32台。
- おれんじエース[17]
  - 今治造船今治工場建造、1989年7月竣工・就航。2005年パナマに売船[18]。
  - 7,318総トン、全長147.22m、幅23.50m、ディーゼル2基、機関出力18,000ps、航海速力20.00ノット、旅客定員604名、8tトラック107台。
- おれんじ7[15]
  - 今治造船今治工場建造、1994年3月竣工・就航。2018年12月「おれんじおおさか」の就航により引退。
  - 9,917総トン、全長163.57m、幅25.6m、ディーゼル2基、機関出力27,000ps、航海速力22.5ノット、旅客定員750名、トラック139台。
- おれんじ8
  - 今治造船今治工場建造。1999年7月竣工・就航。2018年8月「おれんじえひめ」の就航により引退。

## 船内設備
※詳細は公式サイトを参照。
喫煙所以外は個室を含めて禁煙である。
- 「おれんじ えひめ」「おれんじ おおさか」のおもな共用設備
  - レストラン
  - 浴室（シャンプー・ボディソープは備え付け、アメニティは等級により無料。）
  - 自動販売機（飲料、インスタントラーメンなど）
  - ゲームコーナー
  - マッサージ機（有料）
  - 船舶公衆電話
  - 貴重品ロッカー
- 2等指定席の施設
  - 毛布・マット
  - 枕
- 2等寝台の施設
  - 寝具一式
  - ゆかた
  - 小荷物用網棚
  - カーテン
  - 小型照明（コンセント付）

## 各種割引
- 往復割引
- 学生割引（学割）　など

### 過去にあった割引
おれんじ会
- 四国オレンジフェリー・九四オレンジフェリーに共通した会員割引システムで2018年3月31日（2017年度会員）をもって終了。
  - 年度単位の会員制度をとっており、年度途中の入会した場合は当該年度末までとなる。
  - 入会金は無料、年会費は1000円であったが、乗船当日に申し込んでも即時発行はできなかった。
  - 運賃が2割引（旅客のみの利用時は割引除外期間あり）、電話予約の場合には、会員番号での予約が可能などの特典があった。
  - 会員証は青色発色のリライタブルカードで、会員番号、会員氏名、年齢と、割引除外期間（四国オレンジフェリーの繁忙期で車なしの旅客に限る）が記載される。
  - 同居の家族会員も一定の条件内で登録可能。
  - 名門大洋フェリー・宮崎カーフェリーでも割引利用が可能（繁忙期は不可）。
  - 2018年度末まで2017年度会員向けに「おれんじ会ありがとうキャンペーン」として運賃1割引を実施。

セットプラン
- 新居浜・東予 - 大阪航路が2往復運航されていた2012年9月末まで、大阪南港を発着する下り2便（昼行便）と折り返しの上り3便（夜行便）を途中下船せず、2等寝台（差額を支払えば上級等級への変更も可）で通し利用できる「瀬戸内ワンナイトクルーズ」と称するプランがあった。同プランは2等寝台往復の料金で3食つきであったほか、希望者に対しては船橋（操舵室）の見学ツアーも含まれていた。

## 港への交通
※詳細な情報および時刻は、四国開発フェリー公式サイト、せとうちバス公式サイトを参照。

### 東予港
連絡バス
上り便乗船客、下り便下船客用無料連絡バスは次の通り。路線バス扱いとなっているのが特徴。停留所は路線バスのものを併用し、どの停留所でも乗降可能。フェリー利用客は運賃無料となる。フェリーを利用しない旅客も有料で利用できる。下り便接続バスは、乗船手続き時か船内案内所で前夜に配布される整理券が無いと乗車できない場合がある。
大阪南港行の便に接続
- 今治営業所・今治桟橋・今治駅前 - 東予港
  - 上り便接続便のみ壬生川駅、小松総合支所前を経由する。

　
大阪南港発の便が接続
- 東予港 - 小松総合支所前・（伊予）西条駅前・住友病院前・新居浜駅前

上記のバスは、いずれもせとうちバスが運行する。
下り便下船客用のみ運行される無料連絡バスは次の通り。
- 東予港 → 壬生川駅（ノンストップ）（船内休憩終了時刻である7:00発）
- 東予港 → 今治駅（ノンストップ）（6:20頃に出発）
  - 公式サイトには明記されていないが、せとうちバスによる路線バス扱いの便の他にも多客時を中心にオレンジフェリーの自社バスによる東予港発今治駅前行きの直行バスも運行される。運行される場合は東予港のターミナル出口で係員が案内を行っている。利用客が集まり次第出発する。

この他伊予鉄南予バスが運行する松山方面との有料連絡バスがある。
- JR松山駅前・松山市駅・松山インター口バス停 - 東予港
  - 上り便乗船客、下り便下船客用の1往復運行、予約制。
  - 下り便のみ道後温泉駅前を経由する。

### 新居浜東港
- 徒歩の場合、新居浜東港からJR多喜浜駅までの所要時間は約25分。
- タクシーの場合、新居浜東港から多喜浜駅までの料金は1,000円弱程度。新居浜駅までの料金は2,000円弱程度。

### 大阪南港
- 関西国際空港行きリムジンバス
- ユニバーサル・スタジオ・ジャパン行き「ドリームシャトルバス」
いずれも有料。予約制。乗船手続き時か船内案内所で前夜中に予約および乗車券の購入が必要。予約はフェリー乗船予約と同時にも可能（ドリームシャトルバスとフェリー、朝食のセット券もある。詳細は四国開発フェリー公式サイトを参照）。
- 鉄道利用の場合は、フェリーターミナルからニュートラム・フェリーターミナル駅へ直結。
- 路線バスは、フェリーターミナル駅前から発着。

## 乗り場・事務所
- 東予事務所･東予港フェリーターミナル - 愛媛県西条市今在家1500-2
- 大阪支店･大阪南港フェリーターミナル - 大阪府大阪市住之江区南港南2-2-24
- 新居浜営業所･新居浜東港フェリーターミナル - 愛媛県新居浜市垣生3丁目乙306-2
- 神戸営業所･神戸港六甲アイランドフェリーターミナル - 兵庫県神戸市東灘区東灘区向洋町東3丁目2-2

## 関連会社
- 九四オレンジフェリー株式会社（海運業、四国と九州を結ぶ貨客フェリー航路を運営）
- 長山産業株式会社（陸運業、貨物自動車を運行）
- ひうち物流株式会社（陸運業、貨物自動車を運行）
- 石鎚株式会社（飲食業、船内飲食店を運営）